# Hanjirō Sakamoto
Hanjirō Sakamoto (jap. 坂本 繁二郎 Sakamoto Hanjirō); ur. 2 marca 1882, zm. 14 lipca 1969 – japoński malarz, reprezentant malarstwa w stylu zachodnim (yōga).
Urodził się w Kurume na wyspie Kiusiu. Pochodził z rodziny samurajskiej. Był rówieśnikiem i krajanem innego malarza, Shigeru Aokiego. Początkowo interesował się nawiązującym do tradycji stylem nihonga, szybko jednak zwrócił się ku uprawianiu malarstwa w stylu zachodnim. W 1902 roku za namową Shigeru Aokiego wyjechał do Tokio, gdzie dołączył do niego jako uczeń Shōtarō Koyamy. W latach 1921–1924 przebywał we Francji, gdzie studiował w Akademii Colarossiego.
W swojej twórczości naśladował malarstwo impresjonistów. Malował głównie zwierzęta, przede wszystkim bydło i konie, a także martwe natury z maskami teatru nō. Jego obrazy cechują się zgaszoną, pastelową kolorystyką.
W 1956 roku został odznaczony Orderem Kultury.